# Тхыонг
Тхыо́нг (вьет. rào Thương) — река во вьетнамской провинции Куангбинь. Протекает по национальному парку Фонгня-Кебанг.
Собирается многочисленными речушками на склонах карстовых гор и втекает в пещеру Эн (вьет. hang Èn — рус. «скрытый») на территории коммуны Танчать (xã Tân Trạch) уезда Бочать. От Тхыонга, уже под землёй, течёт 3351-метровая река через грот Тхунг (Thung). Через карстовые гроты вода добирается до реки Кон (Con; она же Son; она же Tróc) и затем — реки Най, впадающей в залив Бакбо (Южно-Китайское море).
В трёх километрах к северо-западу от ухода Тхыонга под землю расположен вход в пещеру Шондонг.